# Weerwolf (achtbaan)
De Weerwolf (in het Frans Loup Garou) is een houten twisterachtbaan in het Belgische attractiepark Walibi Belgium en staat in het Entreegebied.
De Weerwolf werd op 28 april 2001 geopend en werd door Vekoma gebouwd. Het is de laatste van de drie door Vekoma gebouwde houten achtbanen. De andere achtbanen zijn Robin Hood in Walibi Holland en Thundercoaster in Tusenfryd. De Weerwolf was tot 2015 de enige houten achtbaan in België, aangezien Plopsaland De Panne in 2016 ook een houten achtbaan heeft gebouwd, Heidi The Ride. Dit is echter een Out-and-Back, waardoor Weerwolf nog steeds de enige houten twisterachtbaan van België blijft.

## Technische gegevens
- Grootste daling: 23,5 m
- Aantal treinen: 2 stuks met ieder 4 wagons met 3 rijen en 2 zitplaatsen per rij (24 personen per trein).
- Baanlengte: 1040 m
- Maximale snelheid: 80 km/u
- Capaciteit: 1080 personen per uur